# Noel Whelan (voetballer)
Noel David Whelan (Leeds, 30 december 1974) is een Engels voormalig voetballer die doorgaans als flankaanvaller speelde. Whelan is vooral bekend om zijn periode in de Premier League met Leeds United, waarmee hij in 1992 kampioen werd, Coventry City en Middlesbrough.
Whelan was profvoetballer van 1992 tot 2010.

## Clubcarrière

### Premier League

#### Leeds United
Whelan begon te voetballen bij Leeds United, de club uit zijn geboortestad. Hij doorliep er de jeugdreeksen en werd er een belangrijke speler in het eerste elftal. Hij maakte als 17-jarige deel uit van de selectie die in 1992 voor het laatst Engels landskampioen werd, maar speelde niet. Whelan debuteerde pas voor het eerste elftal in de Premier League tegen Sheffield Wednesday op 4 mei 1993. Hij begon in zijn twee seizoenen na de landstitel meestal in de basis en kwam tot 48 competitiewedstrijden in de Premier League, waarin hij zeven maal doel trof.

#### Coventry City
In de zomer van 1995 trok hij naar Coventry City, waar hij de komende vijf jaar zou spelen. Whelan werd bij Coventry City ploeggenoot van Dion Dublin, Peter Ndlovu en later ook Darren Huckerby, met wie hij het, ondanks de wisselvallige resultaten, prima kon vinden. Whelan vocht er meestal tegen de degradatie naar het Championship, maar de club wist zich mede dankzij enkele stunts tegen de topclubs steeds te redden. Whelan speelde 133 competitieduels en scoorde 31 keer.

#### Middlesbrough
Whelan verliet Coventry City in augustus 2000 en tekende een contract bij Middlesbrough. Hij werd er ploeggenoot van onder meer Hamilton Ricard, Gareth Southgate, Alen Bokšić, Paul Ince en Christian Karembeu.  Hij maakte zijn competitiedebuut voor Middlesbrough tégen Coventry City. In het seizoen 2000/01 was hij soms van goudwaarde voor Middlesbrough. Whelan verkeerde toen in bloedvorm en scoorde een doelpunt tegen Manchester United in de vierde ronde van de FA Cup. Middlesbrough schakelde Manchester United uit met 2-0. Vanaf zijn tweede seizoen verdween de flankaanvaller wat naar het achterplan. In totaal speelde hij 61 wedstrijden voor Middlesbrough in de Premier League en vond hij daarin vijf keer de weg naar doel. Whelan maakte tevens een eigen doelpunt tegen zijn ex-club Coventry City op zijn 26e verjaardag.

### Latere carrière
Vanaf het seizoen 2002/03 zat Whelans periode in de Premier League er definitief op. Hij werd vanaf januari 2003 door Middlesbrough verhuurd aan Crystal Palace, waar hij drie keer scoorde uit acht wedstrijden. In de zomer van 2003 tekende Whelan bij Millwall. Hij scoorde vier keer uit 15 wedstrijden. Whelan kwam een half seizoen uit voor tweedeklasser Derby County, waar hij 8 competitieduels in actie kwam zonder te scoren. Vanaf deze periode gooiden blessures roet in het eten voor Whelan.
In de zomer van 2004 trok hij naar Schotland, waar hij een contract tekende bij Aberdeen. Hier was hij weer basisspeler en scoorde hij vijf keer uit 20 wedstrijden in de Scottish Premier League. Toch verliet Whelan de club na een seizoen. Boston United, dat destijds in de League Two actief was, lijfde de flankaanvaller in. Hij speelde 15 wedstrijden in de Engelse vierde klasse, dat in de laatste jaren van zijn loopbaan zijn vaste stek werd. Whelan scoorde vier doelpunten voor Boston United. Hij verliet de club na het seizoen 2005/06. Whelan tekende bij Livingston, maar de transfer werd geen succes. Hij trof amper één keer doel uit acht wedstrijden.
Hij ging in 2006 op zoek naar speelminuten bij Dunfermline Athletic. Whelan kwam slechts één keer in actie. De club degradeerde dat seizoen uit de Scottish Premier League.
In zijn laatste drie seizoenen als profvoetballer speelde hij drie wedstrijden in competitieverband. Tussendoor zat hij ook een seizoen zonder club.
Whelan hing zijn schoenen aan de haak na afloop van het seizoen 2009/10. Hij kwam op dat moment uit voor Darlington in de League Two.

## Erelijst
Leeds United AFC
- Football League First Division

1992
- FA Charity Shield

1992